# Trois pour cent
Pour plus de détails, voir Fiche technique et Distribution.
Trois pour cent est un film français réalisé par Jean Dréville et sorti en 1934.
C'est la première des quatre pièces de Roger Ferdinand que Jean Dréville adapte pour le cinéma.

## Synopsis
Des rentiers ne souhaitent pas laisser leur fils épouser une jeune fille riche, et tentent d'empêcher les jeunes amoureux de se rencontrer.

## Fiche technique
- Titre : Trois pour cent
- Autre titre : Les Petits Millionnaires
- Réalisation : Jean Dréville
- Scénario : Roger Ferdinand
- Décorateur : Guy de Gastyne
- Directeurs de la photo : Raymond Agnel, Louis Page
- Musique : Henri Forterre
- Société de production : R. F. Production
- Pays d'origine :  France
- Format :  Noir et blanc - 1,33:1 - 35 mm - son mono
- Genre : Comédie
- Durée : 97 minutes
- Lieux de tournage : Nemours pour les extérieurs
- Date de sortie : 
  - France - 3 février 1934

## Distribution
- Gabriel Signoret : Hippolyte Giraud
- Jeanne Boitel : Christiane Barbouin
- Jacques Maury : Camille Giraud
- Claire Gérard : Élisabeth Giraud
- Robert Clermont : M. Barbouin
- Linivys : Madeleine Girault